# Костар великий
Коста́р великий (Eophona personata) — вид горобцеподібних птахів родини в'юркових (Fringillidae). Мешкає в Східній Азії.

## Опис
Довжина птаха становить 18-23 см, розмах крил 24-25 см, вага 60-80 г. Довжина крила становить 10,2-11,7 см, довжина хвоста 8,3-9,5 см, довжина дзьоба 2,1-2,6 см. Верхня частина тіла сірувато-коричнева, боки охристі, нижня частина тіла сірувата. Голова чорна, дзьоб великий і міцний, жовтий. Крила і хвіст чорні, на махових перах білі смуги, помітні в польоті. Самиці і молоді птахи мають дещо тьмяніше забарвлення, ніж самці. Представникі підвиду E. p. magnirostris мають більші розміри, ніж представники номінативного підвиду, блідіше забарвлення і менші білі плями на крилах.

## Підвиди
Виділяють два підвиди:
- E. p. personata (Temminck & Schlegel, 1847) — північна і центральна Японія;
- E. p. magnirostris Hartert, E, 1896 — Далекий Схід Росії, Манчжурія і Корея.

## Поширення і екологія
Великі костарі гніздяться в Приамур'ї і на північному сході Китаю, на сході Маньчжурії і Кореї, на Сахаліні і в Японії. Взимку частина популяції мігрує на південь Японії і на південний схід Китаю. Великі костарі живуть в широколистяних, мішаних і хвойних лісах, на полях, пасовищах, в парках і садах. Віддають перевагу рівнинам і долинам.

## Поведінка
Великі костарі зустрічаються парами і невеликими зграями. Взимку живляться кедровими горіхами і насінням берези, взимку переважно ловлять комах, зокрема личинок метеликів і жуків. Гніздо невелике, чашоподібне, в кладці від 3 до 5 яєць. Інкубаційний період триває 11-12 днів. Пташенята покидають гніздо через 13 днів після вилуплення. Самці продовжують піклуватися про них ще 2 тижні.